# Inocarpus fagifer

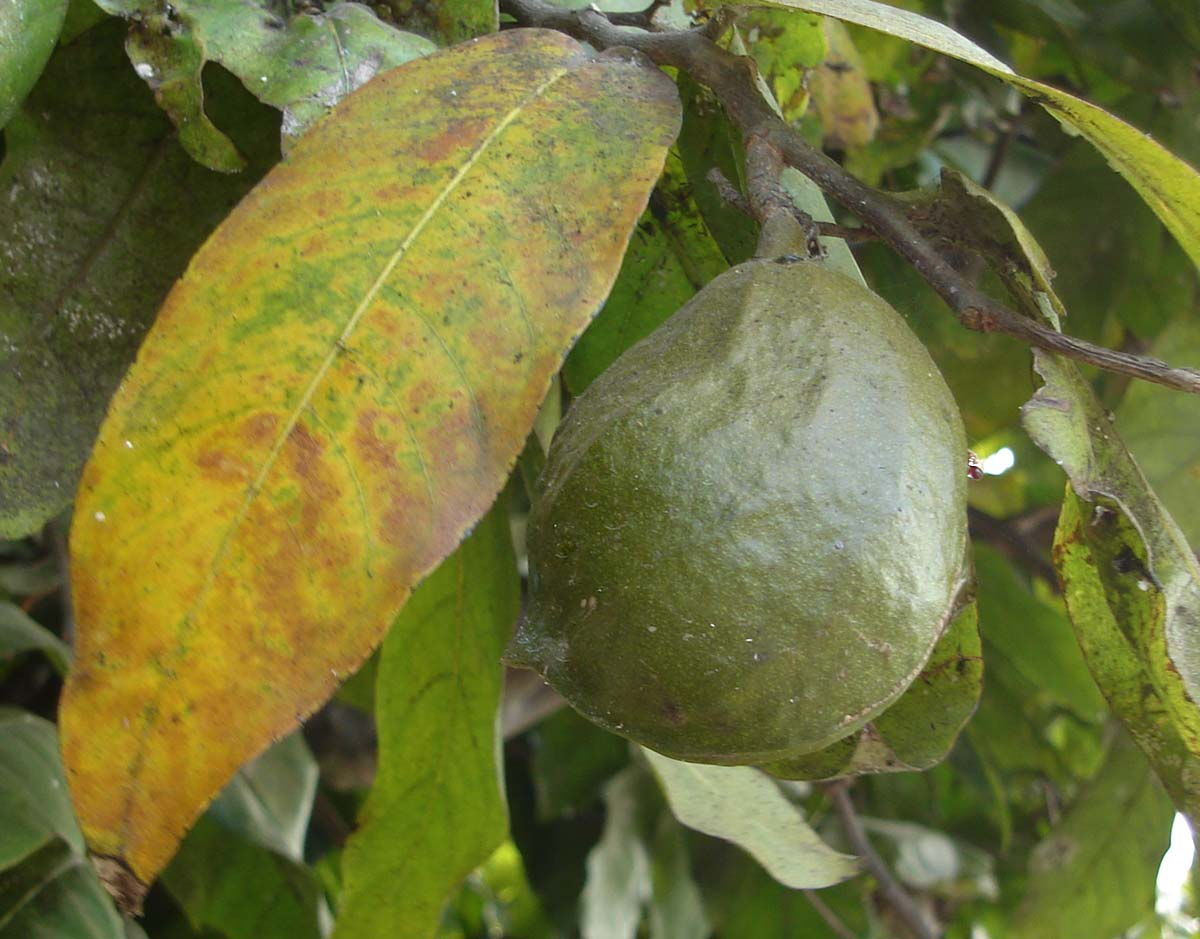
Unreife Frucht

Inocarpus fagifer ist ein Baum in der Familie der Hülsenfrüchtler aus der Unterfamilie der Schmetterlingsblütler. Er kommt in Malaya, Indonesien, Osttimor bis nach Neuguinea sowie in Melanesien und Polynesien vor.

## Beschreibung
Inocarpus fagifer wächst als immergrüner Baum mit dichter Krone bis zu etwa 30 Meter hoch. Der Stammdurchmesser erreicht bis zu 90 Zentimeter und der Stamm ist oft geriffelt mit kleineren Brettwurzeln.
Die einfachen, wechselständigen und dünnledrigen, kahlen Laubblätter sind kurz gestielt. Der kurze Blattstiel ist bis 1,5 Zentimeter lang. Die Blätter sind ganzrandig, eiförmig bis elliptisch, länglich oder verkehrt-eiförmig, bespitzt, spitz bis zugespitzt und bis 10–30 (50) Zentimeter lang. Die Blattbasis ist abgerundet bis leicht herzförmig. Die Nebenblätter sind klein und abfallend.
Es werden achselständige, einfache oder zusammengesetzte Ähren gebildet. Die duftenden, weißen bis gelben, fünfzähligen und sitzenden Blüten sind mit doppelter Blütenhülle. Sie haben nicht die typische Form einer Schmetterlingsblüte. Der becherförmige, weißlich-grüne, etwa 5 Millimeter lange und leicht ledrige Kelch ist 2–5-zipflig, -lappig. Die 5 länglichen, knittrigen Petalen sind leicht ungleich, im unteren Teil röhrig verwachsen und bis 1,5 Zentimeter lang. Es sind 10 ungleich lange, kurze und knapp eingeschlossene Staubblätter in zwei Kreisen vorhanden, 5 sind kürzer und 5 länger. Sie sind im unteren Teil miteinander und mit der Kronröhre verwachsen. Der oberständige Fruchtknoten ist behaart, mit sehr kurzem Griffel.
Die einsamige, abgeflachte und nicht öffnende, etwa rundliche bis eiförmige, gelblich-grüne bis gelbe, ledrige, kahle, steinfruchtartige Hülsenfrucht ist 5–12 Zentimeter groß. Die Samen mit harter, holzig-fibröser Samenschale sind bis 8 Zentimeter groß.

## Taxonomie
Die Erstbeschreibung des Basionyms Aniotum fagiferum erfolgte 1773 durch Sydney C. Parkinson in Journal of a voyage to the South Seas 39. Die Umteilung in die Gattung Inocarpus zu Inocarpus fagiferus; später zu fagifer korrigiert, erfolgte 1941 durch Francis Raymond Fosberg in J. Washington Acad. Sci. 31: 95. Weitere Synonyme sind Bocoa edulis (J.R.Forst. & G.Forst.) Baill., Cajanus edulis (J.R.Forst. & G.Forst.) Kuntze und Inocarpus edulis J.R.Forst. & G.Forst.

## Verwendung
Die Samen werden meist gekocht oder gebacken gegessen, manchmal auch teils fermentiert. Sie werden noch nicht ganz reif verwendet. Die Wurzeln und Blätter werden medizinisch verwendet.